# Transbeauce
Transbeauce  est un ancien réseau de transport routier interurbain du département d'Eure-et-Loir, aujourd'hui intégré au Réseau de mobilité interurbaine (Rémi) de la région Centre-Val de Loire. Le transport ferroviaire est géré par le TER (Transport express régional) Centre-Val de Loire.

## Historique
Transbeauce est le successeur des Tramways d'Eure-et-Loir, qui desservirent le département de 1899 à 1937.
Le 18 janvier 2013, le CG28 (conseil général d'Eure-et-Loir) a choisi TEL (Transport d’Eure-et-Loir), filiale de Transdev pour gérer de nouveau Transbeauce, un réseau de 158 lignes régulières, plusieurs lignes scolaires et plusieurs lignes à la demande. Trois millions de voyageurs empruntent ce réseau de 7 millions de kilomètres.
Keolis Eure-et-Loir gère plus de 160 lignes de car et de transport scolaire, empruntées quotidiennement par près de 6 000 enfants.
En application de la loi NOTRe la compétence des cars scolaires passe au conseil régional. Ce qui implique qu'à partir du 1er septembre 2017 le réseau Transbeauce a fusionné avec Lignes 18, L'Aile bleue, Touraine Fil vert, Route41 et Ulys pour former le Réseau de mobilité interurbaine (Rémi).

## Parc de véhicules
- Setra S215UL ;
- Setra S315UL ;
- Setra S315UL-GT [4] ;
- Setra S415UL ;
- Renault Tracer ;
- Heuliez GX57 ;
- Renault FR1 RTX ;
- Renault FR1 GT ;
- Renault Iliade TE ;
- Irisbus Ares ;
- Bova Futura ;
- Irisbus Récréo II ;
- Irisbus Crossway ;
- Iveco Crossway ;
- Iveco Bus Crossway ;
- Temsa Tourmalin ;
- TEMSA Safari RD ;
- Mercedes-Benz Intouro

## Transporteurs
L'AOT (Autorité Organisatrice du Transport) en commun en Eure-et-Loir est le CG28 (conseil général d'Eure-et-Loir). Le nom de service de transports interurbains départemental est « Transbeauce ». Il est effectué par deux entreprises de transports :
- TEL (Transports d'Eure-et-Loir) de Veolia Transport

Veolia utilise plusieurs compagnies exploitantes dont les cars Gautier.
- Keolis Eure-et-Loir[5]

Keolis utilise plusieurs compagnies exploitantes dont les cars Caulier.

## Lignes du réseau
La veille de sa suppression, soit le 31 août 2017, le réseau était le suivant.

### Lignes à numéros

#### Lignes régulières
| N°  | Dessertes |
| --- | --- |
| 1   | DREUX Gare routière ↔ CHARTRES Gare routière ↔ ORLÉANS Gare / ORLÉANS-LA-SOURCE Résidence des Châtaigniers       |
| 2   | ORLÉANS Gare routière ↔ ORGERES-EN-BEAUCE ↔ VOVES Gare ↔ CHARTRES Gare routière                                  |
| 3   | CLOYES-SUR-LE-LOIR Gare Sncf ↔ CHÂTEAUDUN Gare routière ↔ CHARTRES Gare routière                                 |
| 3A  | BLOIS Gare SNCF ↔ CHÂTEAUDUN Gare routière ↔ CHARTRES Gare routière                                              |
| 4   | BREZOLLES Centre ↔ CHÂTEAUNEUF-EN-THYMERAIS Dulorens ↔ CHARTRES Gare routière                                    |
| 8   | MAINTENON Gare SNCF ↔ NOGENT-LE-ROI Etoile ↔ DREUX Gare routière                                                 |
| 9   | NOGENT-LE-ROTROU Mairie ↔ CHÂTEAUDUN Gare routière ↔ ORLÉANS Gare / ORLÉANS-LA-SOURCE Résidence des Châtaigniers |
| 9A  | UNVERRE ↔ CHATEAUDUN Gare routière                                                                               |
| 10  | LA FERTÉ-VIDAME Mairie ↔ SENONCHES Champ de Foire ↔ CHARTRES Gare routière                                       |
| 11  | NOGENT-LE-ROI Hauts-de-Nogent ↔ BOUGLAINVAL ↔ CHARTRES Gare routière                                             |
| 12  | MAINTENON Gare SNCF ↔ CHARTRES Gare routière                                                                     |
| 14  | LES ESSARS ↔ YMERAY ↔ CHARTRES Gare routière                                                                     |
| 14A | ECROSNES ↔ GALLARDON Mairie ↔ CHARTRES Gare routière                                                             |
| 15  | AUNAY-SOUS-AUNEAU Mairie ↔ AUNEAU Hospice ↔ CHARTRES Gare routière                                               |
| 15A | GUÉ-DE-LONGROI ↔ CHARTRES Gare routière                                                                          |
| 15B | SAINVILLE ↔ CHARTRES Gare routière                                                                               |
| 16  | ANGERVILLE Gare SNCF ↔ SOURS Calvaire ↔ CHARTRES Gare routière                                                   |
| 16A | GOMMERVILLE ↔ CHARTRES Gare routière                                                                             |
| 16B | ARMONVILLE-LE-SABLON ↔ CHARTRES Gare routière                                                                    |
| 17  | TOURY Jean Monnet ↔ PRUNAY-LE-GILLON ↔ CHARTRES Gare routière                                                    |
| 19  | ST-LUPERCE Hartencourt ↔ ST-GEORGES-SUR-EURE ↔ CHARTRES Gare routière                                            |
| 19A | MARCHEVILLE ↔ CHARTRES Gare routière                                                                             |
| 20  | PIERRES ↔ MAINTENON Gare SNCF                                                                                    |
| 21  | YMERAY ↔ ÉPERNON Gare SNCF                                                                                       |
| 22  | GALLARDON Mairie ↔ MAINTENON Gare SNCF                                                                           |
| 23  | ST-MARTIN-DE-NIGELLES ↔ HANCHES ↔ ÉPERNON Gare SNCF                                                              |
| 24  | FAVIERES-LE-ROUVRAY ↔ CHÂTEAUNEUF-EN-THYMERAIS Dulorens ↔ DREUX Gare routière                                    |
| 25  | SENONCHES Champ de Foire ↔ DREUX Gare routière                                                                   |
| 26  | LA FERTÉ-VIDAME Mairie ↔ BREZOLLES ↔ DREUX Gare routière                                                         |
| 28  | LA CHAUSSÉE D'IVRY Ecole ↔ ANET Château ↔ DREUX Gare routière                                                    |
| 29  | BONCOURT ↔ BU Les Vignes ↔ ABONDANT ↔ DREUX Gare routière                                                        |
| 32A | SANCHEVILLE ↔ ORGERES-EN-BEAUCE ↔ CHATEAUDUN                                                                     |
| 32B | TERMINIERS ↔ ORGERES-EN-BEAUCE ↔ CHATEAUDUN                                                                      |
| 44  | LES AUTELS-VILLEVILLON Eglise ↔ AUTHON-DU-PERCHE ↔ NOGENT-LE-ROTROU Mairie                                       |
| 48  | LA FERTÉ-VIDAME Mairie ↔ VERNEUIL-SUR-AVRE Lycée Porte de Normandie                                              |
| 82  | AUNAY-SOUS-AUNEAU Mairie ↔ AUNEAU Hospice ↔ RAMBOUILLET Gare                                                     |
| 86  | OYSONVILLE Eglise ↔ DOURDAN Gare RER                                                                             |
| 87  | ÉZY-SUR-EURE Salle des Fêtes ↔ HOUDAN Gare SNCF                                                                  |
| 88  | DREUX Gare routière ↔ MANTES-LA-JOLIE Gare routière ↔ POISSY Peugeot                                             |
| 89  | NOGENT-LE-ROI Hauts-de-Nogent ↔ RAMBOUILLET Gare ↔ ST-QUENTIN-EN-YVELINES Gare routière                          |

#### Lignes scolaires
| N°   | Dessertes                                                                                          |
| 140  | La Saussaye ↔ Chartres (Gare Routière)                                                             |
| 141  | Efagrir ↔ Chartres (Gare Routière)                                                                 |
| 151  | Grand Gland ↔ Challet ↔ Chartres (Gare Routière)                                                   |
| 152  | Pierres ↔ Chartainvilliers ↔ Chartres (Gare Routière)                                              |
| 153  | Gas ↔ Yermenonville ↔ Chartres (Gare Routière)                                                     |
| 153A | Soulaires ↔ Gasville-Oisème ↔ Chartres (Gare Routière)                                             |
| 154  | Bailleau-Armenonville ↔ Coltainville ↔ Chartres (Gare Routière)                                    |
| 155  | Ymonville ↔ Berchères-les-Pierres ↔ Chartres (Gare Routière)                                       |
| 156  | Sancheville ↔ Corancez ↔ Chartres (Gare Routière)                                                  |
| 157  | Meslay-le-Vidame ↔ Dammarie ↔ Chartres (Gare Routière)                                             |
| 158  | Luplanté ↔ Mignières ↔ Chartres (Gare Routière)                                                    |
| 159  | Sandarville ↔ Fontenay-sur-Eure ↔ Chartres (Gare Routière)                                         |
| 160  | Amilly ↔ Chartres (Gare Routière)                                                                  |
| 161  | Tremblay-les-Villages ↔ Clévilliers ↔ Chartres (Gare Routière)                                     |
| 165  | Amilly ↔ Chartres (Gare Routière)                                                                  |
| 165A | Saint-Georges-sur-Eure ↔ Amilly ↔ Chartres (Gare Routière)                                         |
| 221  | Motteux ↔ Dreux (Salle Des Sports)                                                                 |
| 222  | Illiers-l'Évêque ↔ Dreux (Salle Des Sports)                                                        |
| 223  | Montigny-sur-Avre ↔ Dreux (Salle Des Sports)                                                       |
| 224  | Fessanvilliers-Mattanvilliers ↔ Dreux (Salle Des Sports)                                           |
| 225  | Crucey-Villages ↔ Dreux (Salle Des Sports)                                                         |
| 226  | Saint-Ange-et-Torçay ↔ Dreux (Salle Des Sports)                                                    |
| 231  | Digny ↔ Dreux (Salle Des Sports)                                                                   |
| 232  | Saint-Maixme-Hauterive ↔ Dreux (Salle Des Sports)                                                  |
| 233  | Lormaye ↔ Dreux (Salle Des Sports)                                                                 |
| 234  | Saint-Lucien ↔ Dreux (Salle Des Sports)                                                            |
| 235  | Saint-Laurent-la-Gâtine(Les Pinthières)↔ Dreux (Salle Des Sports)                                  |
| 241  | Boutigny-sur-Opton ↔ Dreux (Salle Des Sports)                                                      |
| 242  | Champagne ↔ Dreux (Salle Des Sports)                                                               |
| 243  | Gressey ↔ Dreux (Salle Des Sports)                                                                 |
| 244  | Le Haut-Arbre ↔ Dreux (Salle Des Sports)                                                           |
| 245  | Le Mesnil-Simon ↔ Dreux (Salle Des Sports)                                                         |
| 246  | Gilles ↔ Dreux (Salle Des Sports)                                                                  |
| 247  | Ivry-la-Bataille ↔ Dreux (Salle Des Sports)                                                        |
| 403  | Happonvilliers ↔ Champrond-en-Gâtine ↔ Saint-Victor-de-Buthon ↔ Nogent-le-Rotrou (LPA-Lycées-Gare) |
| 411A | Manou ↔ Fontaine-Simon ↔ Meaucé ↔ La Loupe (Gare-Collège)                                          |
| 411B | Manou ↔ Fontaine-Simon ↔ Meaucé ↔ La Loupe (Gare-Collège)                                          |
| 412  | Saint-Maurice-Saint-Germain ↔ Belhomert-Guéhouville ↔ La Loupe (Gare-Collège)                      |
| 413  | Champrond ↔ Montlandon ↔ Montireau ↔ Saint-Éliph ↔ La Loupe (Gare-Collège)                         |
| 414  | Saint-Victor-de-Buthon ↔ Vaupillon ↔ La Loupe (Gare-Collège)                                       |
| 415  | Vaupillon ↔ La Loupe (Gare-Collège)                                                                |
| 416  | Saint-Maurice-Saint-Germain ↔ Saint-Éliph ↔ La Loupe (Gare-Collège)                                |
| ---- | -------------------------------------------------------------------------------------------------- |

### Lignes à lettres
Voici la liste des lignes à lettres :
| N°   | Dessertes |
| D10  | CHARTRES Lycée Fulbert / Lycée Marceau ↔ Saint Symphonien le chateau                                                               |
| D18  | CHARTRES Lycée Fulbert ↔ Auneau ↔ Sainville                                                                                        |
| D21  | LUISANT Lycée Sylvia Monfort ↔ Morancez ↔ Voves                                                                                    |
| D41  | CHARTRES Lycée Jehan de Beauce ↔ Saint-Martin-de-Nigelles ↔ Hanches ↔ Epernon                                                      |
| D83  | LA-QUEUE-LES-YVELINES Lycée Jean Monnet ↔ Boutigny-Prouais                                                                         |
| D84  | LA-QUEUE-LES-YVELINES Lycée Jean Monnet ↔ Saint-Lubin-de-la-Haye ↔ Berchères-Sur-Vesgre                                            |
| DC1  | VERNOUILLET Collège Marce Pagnol ↔ Morvillette                                                                                     |
| DC2  | DREUX Collège Martial Taugourdeau ↔ Ouerre - Fontaine                                                                              |
| DC3  | VERNOUILLET Collège Nicolas Robert ↔ Luray ↔ Tréon                                                                                 |
| DC4  | VERNOUILLET Collège Nicolas Robert ↔ Garnay ↔ Aunay-sous-Crécy                                                                     |
| DC5  | VERNOUILLET Collège Nicolas Robert ↔ Garnay ↔ Le Boullay-les-Deux-Églises                                                          |
| DC6  | DREUX Collège Martial Taugourdeau ↔ Muzy                                                                                           |
| DC7  | DREUX Collège Martial Taugourdeau ↔ Montreuil ↔ Saint-Georges-Motel                                                                |
| DC8  | DREUX Collège Martial Taugourdeau ↔ Chérisy                                                                                        |
| DC9  | DREUX Collège Martial Taugourdeau ↔ Le Boullay-Thierry                                                                             |
| DC10 | DREUX Collège Martial Taugourdeau ↔ Marville-Moutiers-Brûlé ↔ Puiseux                                                              |
| DC11 | DREUX Collège Louis Armand ↔ Vert-en-Drouais                                                                                       |
| DC12 | DREUX Collège Louis Armand / Collège Saint-Pierre-Saint-Paul / Collège Albert Camus ↔ Rouvres                                      |
| DL21 | Aunay-sous-Crécy → Tréon → DREUX Les Bâtes - Lycée Violette et Courtois / Lycée Rotrou                                             |
| DL22 | Thimert-Gâtelles Le Mage → Chateauneuf → Saint-Jean-de-Rebervilliers → DREUX Les Bâtes - Lycée Violette et Courtois / Lycée Rotrou |
| DL23 | Les Gâtines Rouges → DREUX Lycée De Couasnon / Lycée Branly                                                                        |
| DL24 | Thimert-Gâtelles → DREUX Lycée De Couasnon / Lycée Branly                                                                          |
| DL25 | Faverolles → DREUX Lycée Branly / Collège Taugourdeau                                                                              |
| DL26 | Senantes → Croisilles → DREUX Lycée Branly / Collège Taugourdeau                                                                   |
| DL27 | Saint-Lubin-des-Joncherets → Nonancourt → Saint-Rémy-sur-Avre → DREUX Lycée Branly / Lycée De Couasnon                             |
| DL28 | Néron → Lormaye → Villemeux → DREUX Lycée Branly                                                                                   |
| DL29 | Coulombs → Nogent-le-Roi → DREUX Lycée Branly / Salle des Sports                                                                   |
| DL30 | Ezy-sur-Eure → DREUX Collège Albert Camus                                                                                          |
| DL31 | La Chaussée-d'Ivry → Bû → Abondant → DREUX Collège Albert Camus                                                                    |
| DL32 | Senantes → Nogent-le-Roi → Chaudon → DREUX Collège Albert Camus                                                                    |
| DL33 | Anet Château → Saussay → DREUX Camus / Lycée Rotrou                                                                                |
| DL34 | Bû → DREUX Lycée Rotrou |
| DL35 | Abondant → DREUX Lycée Rotrou |
| DL36 | Godeneval → Saint-Lubin → Vert-en-Drouais → DREUX Lycée Rotrou                                                                     |
| DL37 | Oulins -la Cordelle → Anet → DREUX Lycée Rotrou                                                                                    |
| DL38 | Ouerre → Mézières-en-Drouais → DREUX Lycée Branly / Collège M. Taugourdeau                                                         |
| ---- | --- |